# Izotopy flerovia
Flerovium (114Fl) je umělý prvek, v přírodě se nevyskytuje. Prvním objeveným izotopem bylo v roce 1999 (možná už 1998) 289Fl.
Je známo 7 izotopů flerovia, s nukleonovými čísly 284 až 290; nejstabilnější je pravděpodobně 290Fl s předpokládaným poločasem přeměny 19 sekund (jeho existence nebyla potvrzena), všechny ostatní mají poločas kratší než 11 sekund.

## Seznam izotopů
| symbol nuklidu | Z(p)              | N(n)              | hmotnost izotopu (u) | poločas přeměny | způsob(y) přeměny | produkt(y) přeměny | jaderný spin |
| symbol nuklidu | excitační energie | excitační energie | excitační energie    | poločas přeměny | způsob(y) přeměny | produkt(y) přeměny | jaderný spin |
| -------------- | ----------------- | ----------------- | -------------------- | --------------- | ----------------- | ------------------ | ------------ |
| 284Fl          | 114               | 170               |                      | 3,0(13) ms      | SF                | různé              |              |
| 285Fl          | 114               | 171               | 285,183 64(47)       | 195(95) ms      | α                 | 281Cn              |              |
| 286Fl          | 114               | 172               | 286,184 24(71)       | 180(50) ms      | SF (≈60 %)        | různé              | 0            |
| 286Fl          | 114               | 172               | 286,184 24(71)       | 180(50) ms      | α (≈40 %)         | 282Cn              | 0            |
| 287Fl          | 114               | 173               | 287,186 78(66)       | 550(140) ms     | α                 | 283Cn              |              |
| 287mFl         |                   |                   |                      | 5,5 s           | α                 | 283Cn              |              |
| 288Fl          | 114               | 174               | 288,187 57(91)       | 565(175) ms     | α                 | 284Cn              | 0            |
| 289Fl          | 114               | 175               | 289,190 42(60)       | 1,20(55) s      | α                 | 285Cn              |              |
| 290Fl          | 114               | 176               |                      | 19 s?           | EC                | 290Nh              |              |
| 290Fl          | 114               | 176               | α                    | 19 s?           | 286Cn             |                    |              |
| 290mFl         |                   |                   |                      | 5,5 s           | α                 | 283Cn              |              |